# Південна група військ
Півде́нна гру́па військ — військово-територіальне формування Радянської Армії, одна з 4-х подібних груп радянських військ, що дислокувалася на території Болгарії і Румунії з 1945 по 1949 та Угорщини з 1956 по 1992 роки.
Свою назву і правовий статус група військ отримала у результаті угоди, укладеного між СРСР і Угорщиною 28 травня 1957 року, що визначив правовий статус радянських військ, що знаходилися в Угорщині.

## Історія
Південна група військ ІІ-го формування виникла після розформування у 1955 році Центральної групи військ, що дислокувалася у Австрії і Угорщині, в результаті виведення радянських військ з території Австрії відповідно до мирного договору, підписаним між СРСР і Австрією. Південна група військ (Будапешт) підпорядковувалася Головкому Південно-західного напряму.
Основу бойових частин Південної групи військ складали частини 9-ї гвардійської загальновійськової армії (штаб — Секешфегервар).
Авіаційну підтримку здійснювала 36-та повітряна армія.

## Склад військ
- Управління та штаб групи військ (Будапешт)
- 13-а гвардійська танкова Полтавська ордена Леніна, двічі Червонопрапорна, орденів Суворова і Кутузова дивізія (Веспрем)
- 19-а гвардійська танкова Миколаївсько-Будапештська Червонопрапорна, ордена Суворова 2-го степеня дивізія[ru] (Естергом-Кертварош)
- 93-а гвардійська мотострілкова Харківська двічі Червонопрапорна, орденів Суворова і Кутузова дивізія (Кечкемет)
- 254-а мотострілкова Черкаська ордена Леніна, Червонопрапорна, орденів Суворова, Кутузова і Богдана Хмельницького дивізія (Секешфехервар)
- 81-й окремий батальйон охорони та забезпечення (Будапешт)
- 55-а зенітна ракетна бригада (Мор[en], медье Фейер, ЗРК Бук)
- 127-а гвардійська ордена Червоної Зірки бригада зв'язку (Будапешт-Етьек-Ботпуста, з 1989 — Сенткирайсабадья)
- 70-а окрема радіотехнічна бригада (Будапешт)
- 188-й командний радіоцентр (Обуда)
- 459-а ракетна бригада (9К79 «Точка») (Тата)
- 103-й навчальний танковий полк (Дебрецен)
- 22-а ракетна бригада (Домбовар)
- 20-й окремий понтонно-мостовий полк (Дунауйварош)
- 40-й авторемонтний завод (Секешфехервар)
- 902-й окремий десантно-штурмовий батальйон (Кечкемет)
- 297-а зенітна ракетна бригада (Дунафьольдвар[en], ЗРК Круг)
- 444-й окремий батальйон РЕБ (Кечкемет)
- 75-а окрема рота спеціального призначення (Мор — 1957—1969, Ньїредьгаза — 1969—1989, Дебрецен — 1989—1991)

## Командувачі військами групи

#### І формування (БолгаріятаРумунія)
- Маршал Радянського Союзу Толбухін Ф. І. (1945—1946);
- генерал-полковник Цветаєв В. Д. (1946—1949);

#### ІІ формування (Угорщина)
- генерал-полковник М. І. Казаков (1956—1960);
- генерал-полковник М. Т. Нікітін (1960—1961);
- генерал армії П. І. Батов (1961—1962);
- генерал-полковник К. І. Провалов (1962—1969);
- генерал-полковник Б. П. Іванов (1969—1975);
- генерал-полковник Ф. П. Кривда (1975—1979);
- генерал-полковник В. І. Сівенок (1979—1982);
- генерал-полковник К. О. Кочетов (1982—1985);
- генерал-полковник А. А. Демидов (1985—1988);
- генерал-полковник М. П. Бурлаков (1988—1990);
- генерал-лейтенант В. Е. Шилов (1990—1992).